# Juanín Rodríguez
Juan Antonio Rodríguez Duflox (San Sebastián, 10 de enero de 1937) es un futbolista profesional retirado español, que jugaba como centrocampista con el sobrenombre de "Juanín".

## Trayectoria
Juanín jugó en la Real Sociedad.

## Clubes
| Real Sociedad | España | 1948-1953 |